# Ephialtias tenuifascia
Ephialtias tenuifascia là một loài bướm đêm thuộc họ Notodontidae. Nó được tìm thấy ở Guyana và has also been recorded from Trinidad.